# بيرت روبنسون
بيرت روبنسون (22 مارس 1917 - 31 يوليو 2009)  (بالإنجليزية: Bert Robinson)‏ هو لاعب كريكت بريطاني (وحمل سابقاً جنسية المملكة المتحدة لبريطانيا العظمى وأيرلندا).